# Lucien Limanton
Lucien Limanton, né le 14 décembre 1919 à Paris et mort le 28 juillet 1954 à Briançon, est un militaire et résistant français, Compagnon de la Libération. Jeune engagé, il décide de se rallier à la france libre au début de la Seconde Guerre mondiale et combat en Afrique du Nord et au Proche-Orient. Fait prisonnier lors de la bataille de Bir Hakeim, il passe le reste de la guerre dans des camps de prisonniers italiens et allemands mais parvient à s'évader peu avant la fin du conflit.

## Biographie

### Jeunesse et engagement
Lucien Limanton naît le 14 décembre 1919 dans le 15e arrondissement de Paris. Après une formation de boucher, il décide de s'engager dans l'armée en janvier 1938 et est affecté au 2e régiment de zouaves à Oran.

### Seconde Guerre mondiale
Au début de la Seconde Guerre mondiale, il est envoyé en Syrie mais l'armistice du 22 juin 1940 est signé avant qu'il n'ait eu l'occasion de combattre. Souhaitant poursuivre le combat, il décide de se rallier à la France libre et s'engage dans les forces françaises libres le 4 juillet 1940. Pour cela, le régime de Vichy le condamnera par contumace à six ans de prison. Affecté au 1er bataillon d'infanterie de marine (1er BIM), il participe à la guerre du désert en Libye puis à la campagne de Syrie en juin 1941. De retour en Libye avec le 1er BIM, subordonné à la 1re brigade française libre du général Kœnig, il participe à la bataille de Bir Hakeim en mai et juin 1942.
Lors de la sortie des troupes françaises de la position de Bir Hakeim, il est fait prisonnier par les troupes italiennes. Incarcéré à Benghazi, il embarque pour l'Italie en août 1942 et survit au torpillage du navire qui le transporte. Débarqué à Bari le 1er septembre, il est interné à Bergame avant d'être transféré en novembre 1943 au Stalag IV-B à Mühlberg. Déplacé ensuite au Stalag IV-F de Hartmannsdorf, il parvient à s'en évader le 16 avril 1945 et à rejoindre la 2e division d'infanterie américaine qui vient de libérer Leipzig au nord du camp. Rapatrié en france, il est démobilisé en juillet 1945.

### Après-Guerre
De retour à la vie civile, il devient fonctionnaire. Lucien Limanton meurt dans un accident de la circulation le 28 juillet 1954 à Briançon. Il est inhumé à Bagneux.

## Décorations
|  |  |  |  |  |  |
|  |  |  |  |  |  |

| Compagnon de la Libération Par décret du 7 mars 1941 | Compagnon de la Libération Par décret du 7 mars 1941 | Compagnon de la Libération Par décret du 7 mars 1941 | Médaille militaire                          | Médaille militaire                          | Médaille militaire                          | Croix de guerre 1939-1945 Avec une palme                             | Croix de guerre 1939-1945 Avec une palme                             | Croix de guerre 1939-1945 Avec une palme                             |                                                                      |                                                                      |                                                                      |
| Médaille coloniale Avec agrafe "Bir Hakeim"          | Médaille coloniale Avec agrafe "Bir Hakeim"          | Médaille coloniale Avec agrafe "Bir Hakeim"          | Médaille coloniale Avec agrafe "Bir Hakeim" | Médaille coloniale Avec agrafe "Bir Hakeim" | Médaille coloniale Avec agrafe "Bir Hakeim" | Médaille commémorative des services volontaires dans la France libre | Médaille commémorative des services volontaires dans la France libre | Médaille commémorative des services volontaires dans la France libre | Médaille commémorative des services volontaires dans la France libre | Médaille commémorative des services volontaires dans la France libre | Médaille commémorative des services volontaires dans la France libre |